# 太常
太常（たいじょう）は、かつて中国にあった官職である。宗廟・礼儀・祭祀を管轄し、博士の考課を司った。

## 歴史

### 前漢
前身は秦の時代の奉常。漢の高祖（劉邦）の7年（紀元前200年）に年始の儀式を首尾よく取り仕切った叔孫通が太常に任命された。恵帝のとき奉常に名を戻した。景帝中6年（紀元前144年）2月にまた太常とした。
秩石は二千石。補佐として太常丞が付いた。
『漢書』「百官公卿表」によれば、属官には以下のものがある。
- 太楽令 - 太楽丞
- 太祝令 - 太祝丞　景帝の中6年（紀元前144年）以前
  - 祠祀令 - 祠祀丞　景帝の中6年（紀元前144年）から武帝の太初元年（紀元前104年）まで
  - 廟祀令・廟祀丞　太初元年（紀元前104年）以降
- 太宰令 - 太宰丞
- 太史令 - 太史丞
- 太卜令 - 太卜丞　太初元年（紀元前104年）以降
- 太医令 - 太医丞
- 均官長 - 均官丞
- 都水長 - 都水丞
- 廟令または廟長 - 廟丞
- 寝令または寝長 - 寝丞
- 園令または園長 - 園丞
- 食官令または食官長 - 食官丞
- 廱太祝令（雍太祝令） - 廱太祝丞（雍太祝丞）
- 廱太宰令（雍太宰令） - 廱太宰丞（雍太宰丞）
- 五畤の尉
- 陵県の県令または県長 - 県丞　永光元年（紀元前43年）または4年（紀元前39年）以前
- 博士

大楽は音楽、太祝・祠祀・廟祀は祝詞を述べ、太宰は供え物を用意し、太史は天文・記録、太卜は占い、太医は医療をつかさどる。均官と都水は分明ではないが、おそらく均官は物資の調達・販売、都水は陵の排水路の管理。
廟は亡くなった皇帝と一部の皇族を祀るために作られた施設、寝はその宮殿に擬した建物、園はそれら施設を囲む敷地で、それらを管理するのが廟令などである。食官は廟などの儀式の供え物を用意した。いずれも皇帝ごとに別々に置かれ、重要ならその長官が令、重要度が低ければ長官を長と称した。次官はどちらも丞である。孝恵寝丞、孝文園令など皇帝の諡号からとった名で史書に見えるが、封泥の印には覇陵園丞など陵の地名からとった名も見える。
廱は長安近郊の雍県をさし、そこにある五畤（五帝を祀る祭場）などを祀るのが廱太祝、廱太宰である。首都の太祝令・太宰令と同様、廱太祝令が儀式で祝詞を述べ、廱太宰令が供え物を用意した。
皇帝の陵に付属した長陵県・覇陵県などの陵県も太常に属した。「百官公卿表」によると、元帝の永光元年（紀元前43年）に三輔に属するよう改めた。永光4年（紀元前40年）とする説もある。
博士は秦以来の官で、多いときは数十人置かれた。

## 後漢以降
王莽が建てた新では、秩宗と称したが、後漢で太常に戻された。
定員1人で、秩禄は中二千石。丞1人を置き、秩禄は比千石。属官には以下のものがある（括弧内は秩禄。人数が書いていないものは定員無し）。
- 太史令1人（六百。天文星暦と吉凶、記録を司る） - 太史丞1人 - 明堂丞（二百）、霊台丞（二百）各1人
- 博士祭酒1人（六百。学問・掌故を掌り、祭祀の礼を議す） - 博士14人（比六百）
- 太祝令1人（六百。国家祭祀に於いて祝詞を司る） - 太祝丞1人
- 太宰令1人（六百。鼎や俎など膳立てに用もちいる道具の作成を統括し、祭祀の際に供え物を盛るための食器を陳列する） - 太宰丞1人
- 太楽令1人（六百。国家の祭祀・大宴で奏楽を司る） - 太楽丞1人
- 高廟令1人（六百。前漢の高祖・劉邦の廟を守衛し、巡察と清掃を担当する）
- 世祖廟令1人（六百。後漢の世祖・光武帝の廟を守衛し、巡察と清掃を担当する）
- 陵園令〔帝陵の数の人数〕（六百） - 丞、校長〔陵園令の人数×各1人〕
- 陵食官令〔帝陵の数の人数〕（六百）

三国時代の各国、西晋でも引き続き太常は置かれている。呉 (三国)では三公に準ずるものとされた。

## 太常の人物

### 前漢
- 叔孫通 - 高祖7年（紀元前200年）任、9年（紀元前198年）免[8]
- 周平 - 元朔6年（紀元前123年）任[9]、元狩4年（紀元前119年）免[10]。
- 靳石 - 太始4年（紀元前93年）任、征和4年（紀元前89年）免[11]。